# Pseudactium copelandi
Pseudactium copelandi är en skalbaggsart som beskrevs av Christopher E. Carlton och Chandler 1994. Pseudactium copelandi ingår i släktet Pseudactium och familjen kortvingar. Inga underarter finns listade i Catalogue of Life.